# Nzega
Nzega este un oraș din Tanzania. Conform recensământului național din 2002, populația districtului Nzega era de 417.097 locuitori.